# Doris Stevens
Doris Stevens (26 de octubre de 1888 – 22 de marzo de 1963) fue una sufragista estadounidense, defensora de los derechos legales de la mujer. Fue la primera mujer miembro del Instituto Americano de Derecho Internacional y primera presidenta de la Comisión Interamericana de Mujeres.
Nacida en 1888 en Omaha, Nebraska, Stevens se involucró en la lucha por el sufragio cuando era estudiante universitaria en el Oberlin College. Después de graduarse en sociología en 1911, se dedicó a la enseñanza antes de convertirse en organizadora regional remunerada para la National American Woman Suffrage Association (Asociación Nacional para el Sufragio de la Mujer) del Congressional Union for Woman Suffrage (CUWS). Cuando el CUWS se separó de la organización matriz en 1914, Stevens se encargó de coordinar el congreso de mujeres, celebrado en la Exposición Universal de San Francisco en 1915. Cuando el CUWS se convirtió en el National Woman's party (Partido Nacional de la Mujer) (NWP) en 1916, Stevens organizó delegadas para cada uno de los 435 distritos del Congreso para lograr el derecho de las mujeres a votar y derrotar a los candidatos que se oponían a los derechos de las mujeres. Entre 1917 y 1919, Stevens fue una participante destacada en la Silent Sentinels una vigilia a la Casa Blanca durante el mandato de Woodrow Wilson para instar en la aprobación de una enmienda constitucional a los derechos de voto de las mujeres y fue arrestada varias veces por su participación. Después de que la Decimonovena Enmienda a la Constitución de los Estados Unidos aseguró el derecho de las mujeres a votar, escribió Jailed for Freedom (Encerrada por la libertad) el 1920, que relatava su experiencia.
Una vez que se aseguró el derecho al voto, Stevens dirigió su atención al estado legal de las mujeres. Apoyó la aprobación de la Enmienda de Igualdad de Derechos y trabajó con Alice Paul de 1927-1933 sobre el impacto de la ley en las mujeres y los hombres, con el objetivo de recopilar los datos para proponer una ley internacional que protegiese el derecho de las mujeres a la ciudadanía. La investigación se completó con la ayuda de feministas de 90 países y se evaluaron las leyes que controlavan la nacionalidad de las mujeres de todos los países. Al obtener la aprobaciónde la Sociedad de las Naciones en 1927, Stevens presentó la propuesta a la Organización de los Estados Americanos en 1928, convenciendo al órgano rector de crear la Comisión Interamericana de Mujeres (CIM). En 1931, se unió al Instituto Americano de Derecho Internacional, convirtiéndose en su primer miembro femenino. En 1933, el resultado de su trabajo se convirtió en el primer tratado para garantizar los derechos internacionales para las mujeres. La Convention on the Nationality of Women ( Convención sobre la Nacionalidad de la Mujer) establece que las mujeres retienen su ciudadanía después del matrimonio i que ni el matrimonio ni el divorcio pueden afectar la nacionalidad de los miembros de una familia, extendiendo la protección de la ciudadanía a los hijos y hijas.
Expulsada de la Comisión Interamericana de Mujeres en 1938, y del National Woman's party en 1947 por disputas políticas, Stevens se convirtió en vicepresidenta de la Lucy Stone League en 1951, de la que había sido miembro desde la década de 1920. Luchó contra el retroceso de las políticas eliminando los logros que las mujeres habían conseguido para ingresar a la fuerza de trabajo durante la Segunda Guerra Mundial y luchó para establecer el feminismo como un campo de estudio académico. Continuó luchando por causas feministas hasta su muerte en 1963.

## Primeros años
Dora Caroline Stevens nació el 26 de octubre de 1888 en Omaha, Nebraska, de Caroline Koopman y Henry Henderbourck Stevens. Su padre era pastor de la Iglesia Reformada Holandesa durante cuarenta años y su madre era una inmigrante de primera generación de Holanda. Una de cuatro hijos, Stevens creció en Omaha y se graduó en 1905 en el Omaha High School. Continuó su educación y se graduó en el Oberlin College en 1911 con un título en sociología, aunque originalment se interesó por los estudios de música. Mientras estaba en la universidad era conocida por ser una sufragista convencida. Su comportamiento ingobernable y su desdén por la corrección femenina se cultivaron durante sus años universitarios. Después de la graduación, Stevens trabajó como profesora de música y trabajadora social en Ohio, Míchigan y Montana antes de mudarse a Washington D. C., donde se convirtió en una organizadora regional de la Asociación Nacional de Mujeres Sufragistas de Estados Unidos (NAWSA).

## Sufragio
En 1913, Stevens llegó a Washington para participar en los piquetes de junio del Senado. No planeaba quedarse, pero Alice Paul la convenció de hacerlo. Fue contratada por la NAWSA, y fue asignada a la recién formada Unión Congresional para el Sufragio de la Mujer (CUWS), que había sido creada por Alice Paul y Mary Ritter Beard. En ese momento, la Unión del Congreso era una subdivisión de la NAWSA, aunque operaba de manera independiente. Stevens fue contratada como secretaria ejecutiva en Washington D. C., así como organizadora regional y se le asignó el distrito este. Alice Paul había dividido la nación en cuadrantes de doce estados cada uno y asignó a Stevens a la zona este, Mabel Vernon al medio oeste, Anne Martin al extremo oeste y Maud Younger al sur. Las organizadoras regionales tenían la tarea de educar a los grupos sobre los proyectos de ley del sufragio que se encontraban en el Congreso y obtener el apoyo de cada estado para ratificar el sufragio nacional. En lugar de seguir la estrategia anterior de lograr el derecho de voto estatal por estado, el Congreso obtuvo la aprobación federal completa. Este solución, causó una grieta en el movimiento del sufragio en la Convención de 1913, Alice Paul y sus partidarias rompieran relaciones con la NAWSA y se convirtieron en una organización independiente.

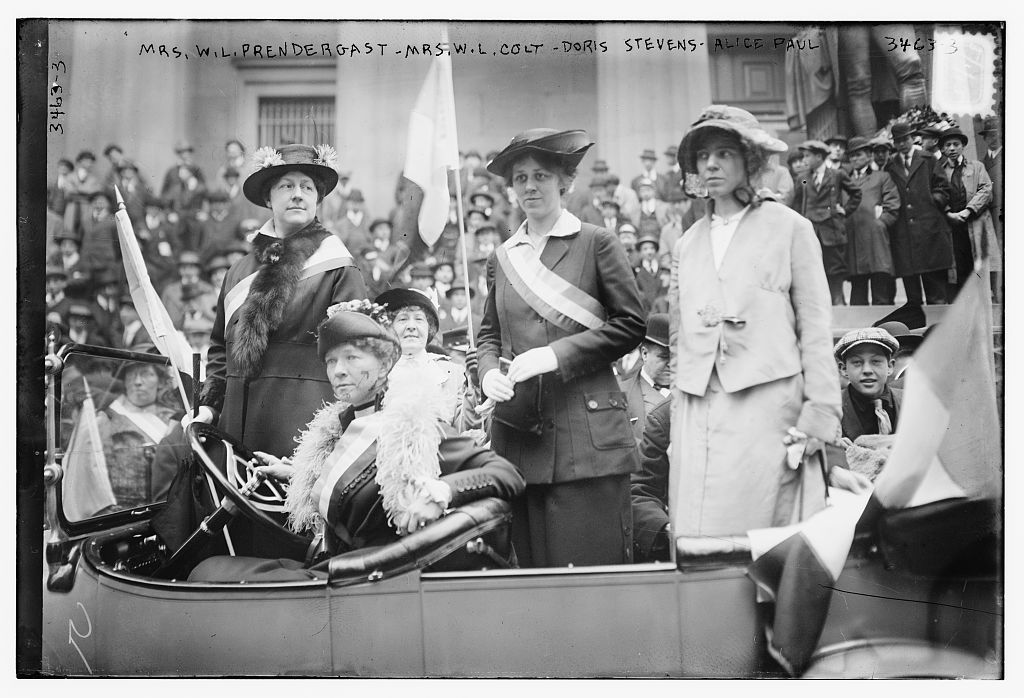
De derecha a izquierda: Mary Agnes Hull Prendergast, Elizabeth White Colt (conducción), Doris Stevens, Alice Paul, 30 de abril de 1915,de camino para visitar el Senador de Nueva York, James O'Gorman

Con la fisura de la Congresional Unión comenzó una reorganización para forzar las campañas contra candidatos Democráticos que no apoyaban el sufragio. Alice Paul estableció el consejo consultor de trabajadoras y mujeres prominentes que incluía Bertha Fowler, Charlotte Perkins Gilman, Helen Keller, Belle Case La Follette, Mai Wright Sewall y educadoras como Emma Gillett, Maria Montessori, y Clara Louise Thompson, entre otras, para dar credibilidad a la nueva organización. Stevens se convirtió en la organizadora nacional, y en uno de los primeros sitios donde viajó fue a Colorado, donde la CUWS logró que un congresista apoyase la causa de las mujeres. Después de este éxito en enero de 1915, fue a la ciudad de Nueva York y a Newport, Rhode Island para hacer campaña antes de ir hacia el oeste, a Kansas, donde esperava asegurar delegados para la convención de San Francisco.
Llegó en California en junio, y acompañó un grupo de mujeres dirigidas por Charlotte Anita Whitney para reunirse con los miembros del Comité de Asignaciones de la Cámara que se reunían en el Hotel Palace, en San Francisco, pues se les había asegurado que podrían presentar sus problemas, al presidente, pero su representante John J. Fitzgerald de Nueva York,no lo permitió. Sin desanimarse, Whitney y Stevens continuaron sus esfuerzos de planificación para el Congreso CUWS de la Exposición Universal de San Francisco el 1915. donde propuso la estrategia de emplear una "sonrisa de un millón de votos", postulando que la sonrisa era una herramienta útil en la lucha para ganarse el apoyo de los hombres. "Sonría a los hombres y ellos le darán un voto. Miren severamente y no lo harán", afirmó. Después del Congreso, Stevens había planeado permanecer en San Francisco y dirigir el stand de exposición del CUWS, pero se vio obligada a regresar a Washington para substituir la delegada oriental Margaret Whittemore y comenzó a planificar una convención que se celebraría en Washington en diciembre.

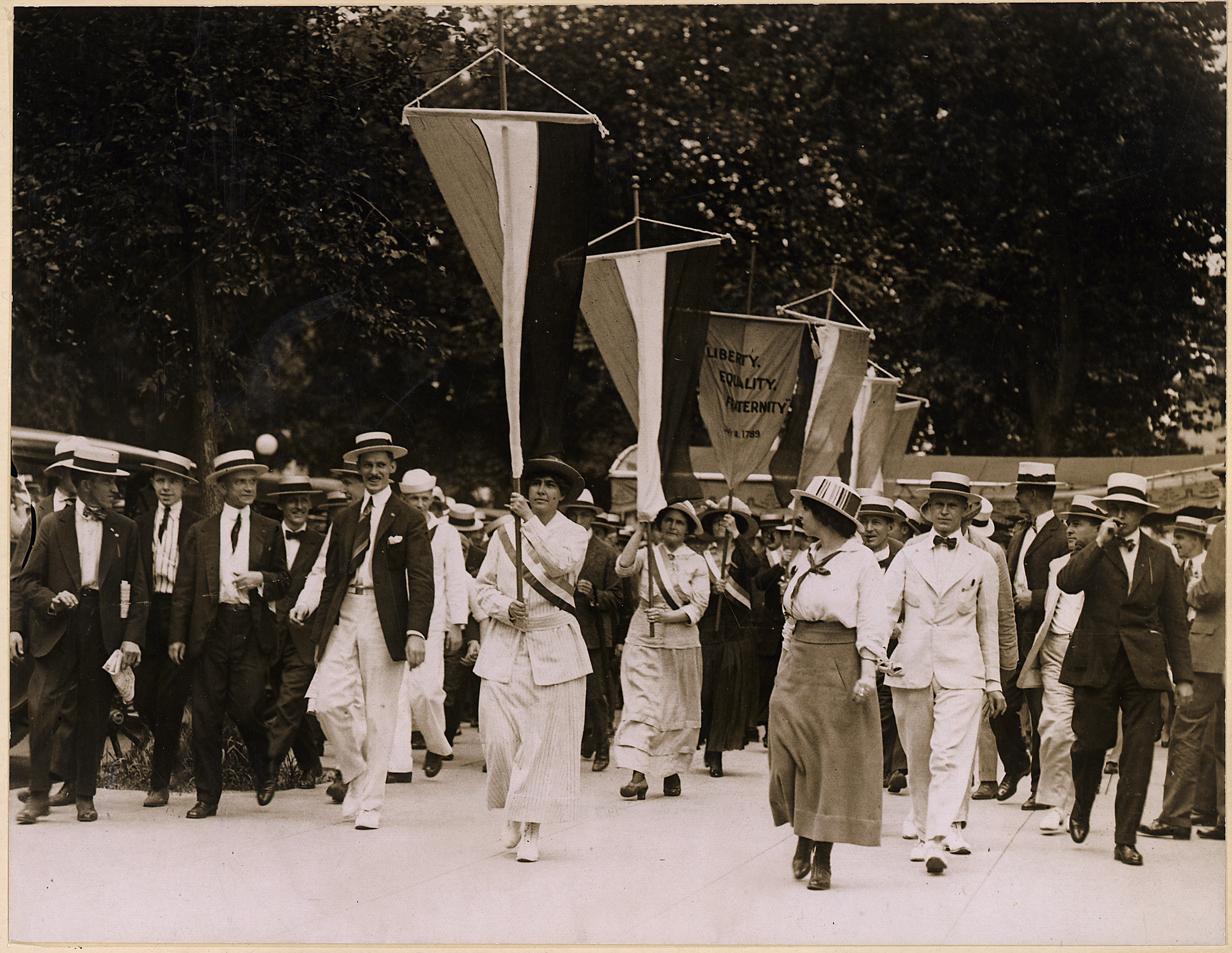
Julia Hurlbut de Morristown, Nueva Jersey, liderando a los dieciséis miembros del Partido Nacional de la Mujer que participaron en la manifestación de piquetes del Día de la Bastilla frente a la Casa Blanca, el 14 de julio de 1917, lo que llevó a su arresto

A principios de 1916, Stevens anunció que el CUWS había organizado en veintidós estados y planeó reclutar delegados para cada uno de Cámaras de Representantes de los Estados Unidos . Los delegados debían formar comités para presionar a cada una de las 435 miembros del Congreso a favor del sufragio y hacerles saber que sus electores estaban a favor de que las mujeres obtuvieran el voto. Otra estrategia que Stevens comenzó a implementar a principios de 1916 requería que los miembros del CUWS fueran a otros estados en los que las mujeres podían votar, establecer su residencia y registrarse para votar. De esta manera, podrían votar en las elecciones estatales y nacionales con la esperanza de llenar la legislatura con los legisladores que favorecían el sufragio. Stevens se registró para votar en Kansas ese año. El 5 de junio de 1916, el CUWS se convirtió en el Partido Nacional de la Mujer (NWP), con una plataforma única para conseguir una enmienda constitucional para el sufragio femenino nacional. Después de asistir a la convención de NWP en Chicago en junio, Stevens se dirigió a una convención en Colorado. En octubre, Stevens estaba organizando y administrando la campaña electoral de NWP en California.

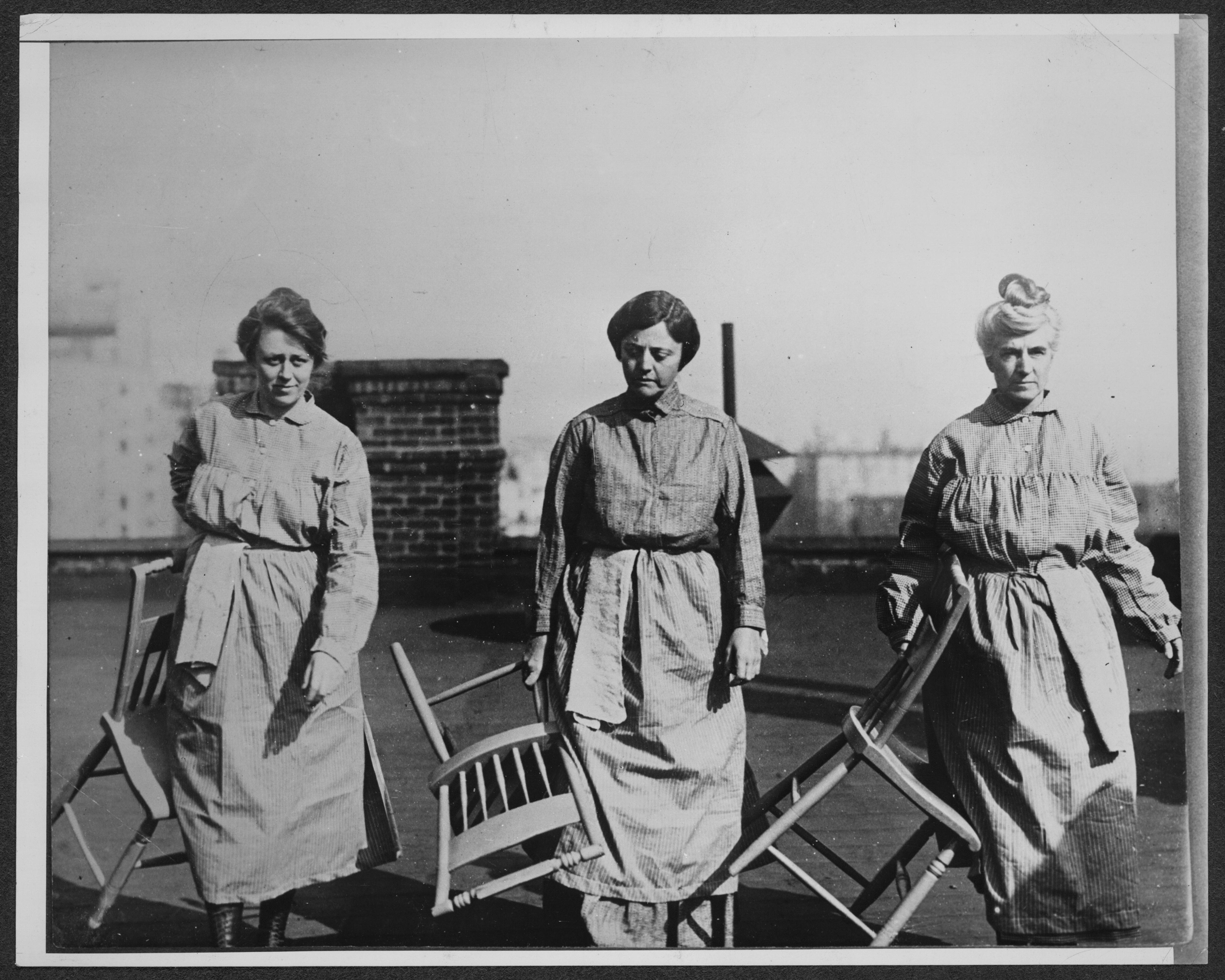
Los miembros de Partido de la mujer nacional en vestido de prisión con sillas de madera, en el tejado del edificio (de izquierda aderecha): Doris Stevens, Alison Turnbull Hopkins, y Eunice Dana Brannan, 1919

## Arresto
Debido a la entrada de los Estados Unidos en la Primera Guerra Mundial, algunas sufragistas detuvieron su activismo en 1917 porque podría ser visto como "antipatriótico"; Stevens, en cambio, insistió en que era "arrogante luchar por la democracia en el extranjero cuando las mujeres no estaban incluidas en la democracia en casa". En enero, después de que una delegación de miembros de NWP tuvo una reunión decepcionante con el presidente Woodrow Wilson, se decidió que protestarían en la Casa Blanca todos los días, actuando como Centinelas silenciosas (Silent Sentinels) hasta que Wilson reconociera la importancia de su causa. Las mujeres mantuvieron su puesto durante más de un año sin tener en cuenta las condiciones climáticas y la amenaza de arresto. A pesar de que realizó otras tareas organizativas, como la sucursal de NWP en Carolina del Norte en marzo, Stevens también participó como centinela. Ella y otras quince mujeres fueron arrestadas por piquetes en la Casa Blanca el día de la Bastilla, en julio de 1917, acusadas de obstruir la acera y cumplieron tres días de su sentencia de 60 días en Occoquan Workhouse antes de recibir el perdón del presidente Wilson. Las mujeres fueron ubicadas dentro de la población carcelaria, sin cepillos de dientes, peines ni artículos de tocador, y se sorprendieron de que debían compartir un cucharón de agua con el resto de los presos.
Stevens conoció a su primer marido, Dudley Field Malone, cuando la representó para su protesta frente a la Casa Blanca, El cual había estado sirviendo como subsecretario de Estado en el gabinete de Wilson, pero se convirtió a la causa sufragista y renunció a su puesto. Apareció con Stevens en eventos de recaudación de fondos y ayudó a recaudar miles de dólares para su causa, que estaba ganando impulso, ya que el presidente Wilson finalmente respaldó el derecho al voto. Entre 1918 y 1919, Stevens continuó alternando conferencias y piquetes. Fue arrestada nuevamente, junto con Elsie Hill, Alice Paul y tres sufragistas de "Jane Doe" en la demostración de NWP de la Metropolitan Opera House en Nueva York en marzo de 1919. El 4 de septiembre de 1920, la pelea fue ganada cuando el Secretario de Estado Bainbridge Colby proclamó que los 36 estados necesarios habían ratificado la 19.ª Enmienda con la ratificación de Tennessee. Stevens publicó la cuenta privilegiada por excelencia del encarcelamiento de los activistas de NWP, Jailed for Freedom, en 1920.

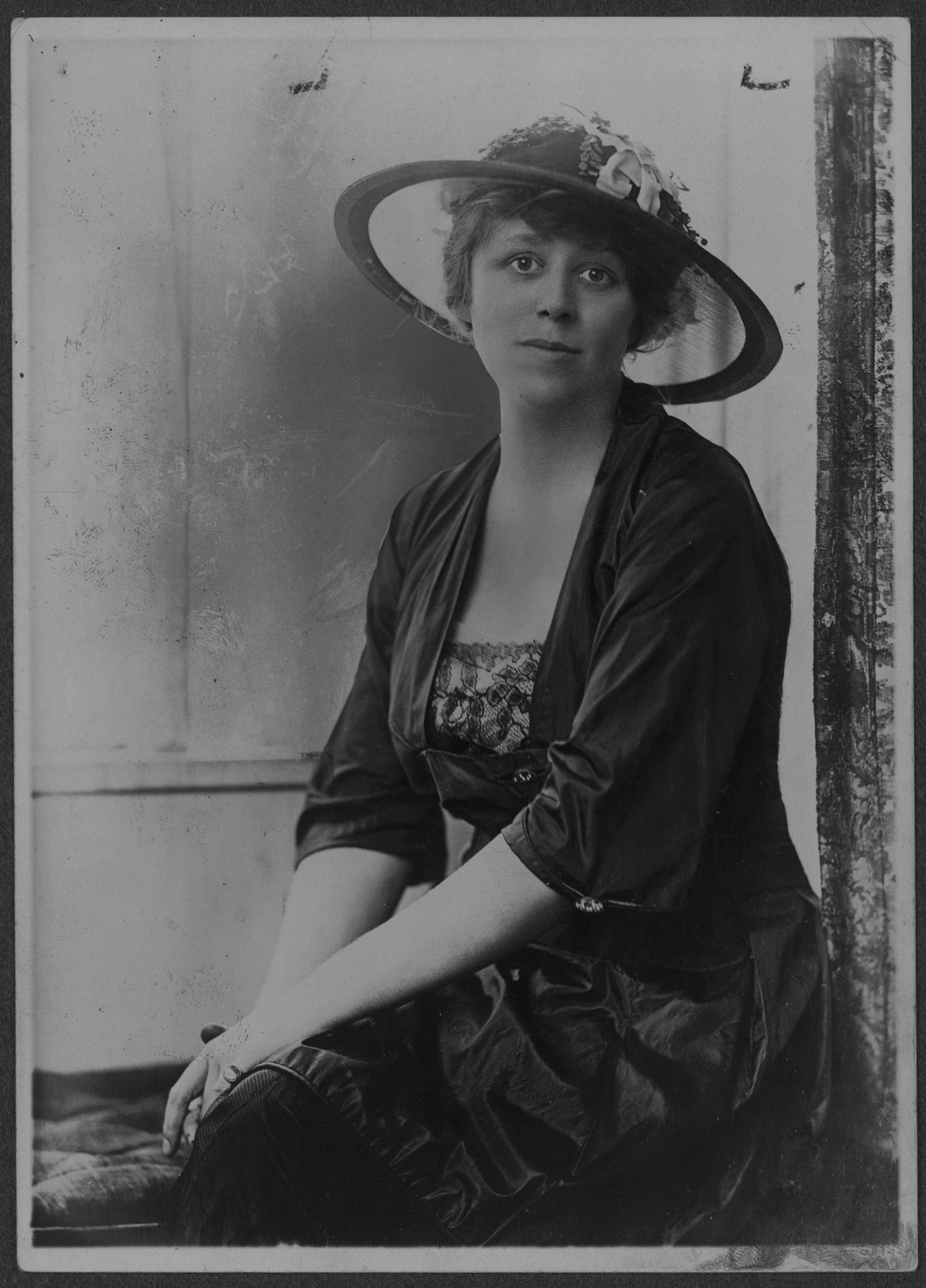
Doris Stevens, 1919 Presidenta legislativa, del Partido Nacional de la Mujer

A lo largo de los años, Stevens ocupó varios puestos importantes de liderazgo de NWP, incluido el de Presidenta Legislativa y la membresía en el comité ejecutivo. En 1920, Alva Belmont fue elegida presidenta de la NWP y Stevens se desempeñó como asistente personal de Belmont, incluso escribiendo la autobiografía de Belmont. La relación de Belmont y Steven era polémica, pero el joven Stevens aceptó años de control por parte de Belmont sobre muchas de sus acciones personales. Viajando a Europa con Belmont para el trabajo de la NWP, Belmont insistió en que el prometido de Steven no podía unirse a ellos y, cuando lo hizo, Belmont se mudó a Francia sin Stevens.
El 5 de diciembre de 1921 en Peekskill, Nueva York, Stevens y Malone fueron casados en secreto por un dueño de una ferretería que era Juez de Paz e inmediatamente zarparon para su luna de miel de dos meses en París. Stevens anunció que no tomaría el nombre de Malone y que seguiría siendo "Doris Stevens". Desde mediados de la década de 1920, Stevens vivió principalmente en Croton-on-Hudson, Nueva York, donde se hizo amiga de miembros destacados de la escena radical de Greenwich Village y bohemios, entre ellos Louise Bryant, Max y Crystal Eastman, Edna St. Vincent Millay. , John Reed y otros. Stevens se divorció de Malone en 1929 después de una cadena de infidelidades en ambos lados y intentos fallidos de reconciliación.

## Activismo de igualdad
El enfoque de la NWP cambió a la igualdad según la ley, incluidas las oportunidades de empleo equitativo, el servicio de jurados, la nacionalidad de las mujeres casadas y cualquier otra disposición que prohibiera legalmente a las mujeres tener igualdad legal plena. En 1923, la Enmienda de Igualdad de Derechos fue presentada por Daniel Read Anthony, Jr. y las mujeres presionaron para su aprobación, cabildeando por el apoyo de ambos partidos políticos. Stevens se desempeñó como vicepresidente de la sucursal de NWP en Nueva York, encabezando la campaña NWP Mujeres para el Congreso en 1924. Incapaz de postularse por haber establecido una residencia legal en Francia, Stevens trabajó para lograr la elección de 100 mujeres para el Congreso. en estados donde las candidatas se encontraban entre las candidatas para el cargo. La campaña tuvo resultados insignificantes y las mujeres volvieron a las medidas de igualdad. A partir de 1926, una de las propuestas en las que se centró Stevens durante los siguientes años fue el contrato de matrimonio "Wages for Wives". Al hacer campaña enérgicamente para su adopción, la propuesta "Salarios para las esposas" exigía un contrato flexible que dividía los bienes maritales 50-50 en lugar de tratar a las parejas casadas como una sola entidad y pedía que se pagara a las mujeres un salario por los servicios domésticos y una protección para el apoyo continuo de los niños.
Desde el final de la guerra, una creciente creencia entre las organizaciones de mujeres era la noción de que todas las mujeres enfrentaban problemas similares como subordinadas de los hombres y que la combinación de sus intereses podía generar ganancias. En la conferencia del Consejo Internacional de Mujeres (ICW) celebrada en Washington en 1925, Lady Aberdeen expresó su sentir al dar la bienvenida a todas las mujeres a la "hermandad, de cualquier credo, partido, sección o clase a la que pertenezcan". En 1927, Stevens y Alice Paul emprendieron un estudio masivo de cómo las leyes afectaron la nacionalidad de las mujeres; estudiando, por ejemplo, si perdieron su nacionalidad al casarse o incluso se convirtieron en apátridas. Stevens se reunió con feministas en toda Europa y celebró reuniones públicas para reunir datos, incluida la Dra. Luisa Baralt de La Habana, la Dra. Ellen Gleditsch de Oslo, Chrystal Macmillan y Sybil Thomas, la vizcondesa Rhondda del Reino Unido, la Marquesa del Ter de España, Maria Vérone de Francia y Hélène Vacaresco de Rumania, así como varios oficiales de la Federación Internacional de Mujeres Universitarias y otros. Paul revisó las leyes de cada país. Juntos, compilaron un informe monumental, que indexó todas las leyes que controlan la nacionalidad de las mujeres de cada país en su lengua materna y luego tradujo cada ley en una página adjunta. Se proporcionaron tablas para facilitar la comparación y se dio una sinopsis de las leyes. El informe fue inicialmente preparado para una reunión que iba a tener lugar en la Liga de las Naciones en 1930 para discutir la codificación de las leyes internacionales. Stevens consideró que la nacionalidad de las mujeres debería incluirse en esa discusión y encabezar la investigación, creyendo que "el feminismo debería luchar por la igualdad de derechos para las mujeres, y que las mujeres deberían considerarse ante todo como seres humanos". En septiembre de 1927, asistió a una reunión preliminar de la Sociedad de las Naciones en Ginebra y obtuvo el apoyo unánime de su propuesta. Continuó reuniéndose con mujeres y recabando datos hasta enero de 1928, cuando asistió a la Conferencia Panamericana en La Habana. Stevens convenció al órgano rector de la Unión Panamericana de crear la Comisión Interamericana de Mujeres (CIM) el 4 de abril de 1928.

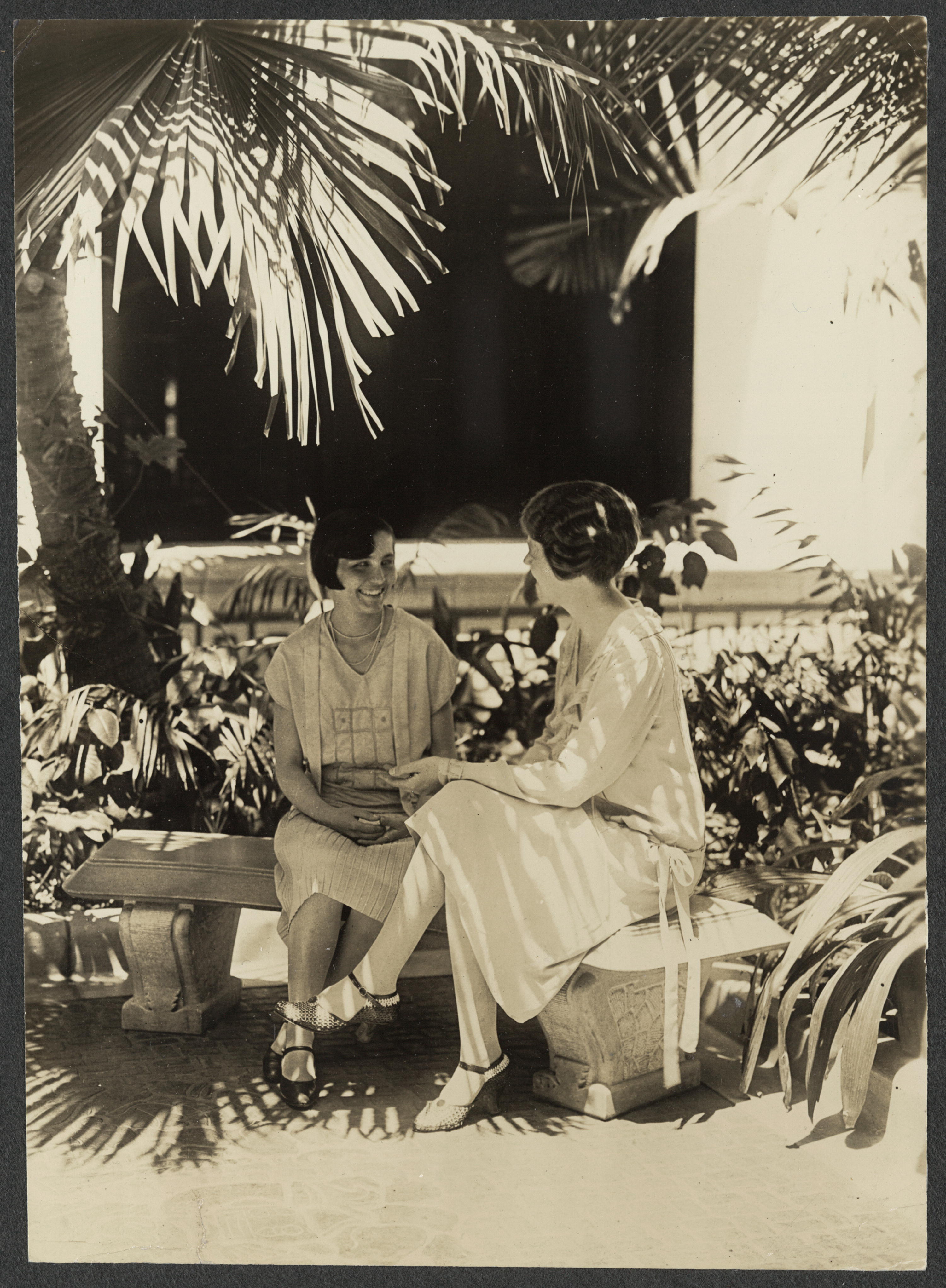
Doris Stevens, a la derecha, hablando con Clara González en la Conferencia Panamericana de la Havana, enero, 1928

La Comisión Interamericana de Mujeres (CIM) inicialmente estuvo compuesta por siete delegadas a quienes se les encomendó finalizar el informe para la próxima Conferencia Panamericana (1933) para revisar la igualdad civil y política para las mujeres. Stevens se desempeñó como presidente de la CIM desde su creación en 1928 hasta su derrocamiento en 1938. En agosto, Stevens estaba de regreso en París trabajando en el informe. Ella y otras sufragistas protestaron contra el presidente francés, Gaston Doumergue, en 1928 en un intento de conseguir que los delegados de paz del mundo apoyaran un tratado de igualdad de derechos. Fueron descritos por un periodista que cubrió el evento como "sufragistas militantes", y un periódico de París calificó la protesta como "un incidente divertido". Aunque fueron arrestadas, y liberadas al proporcionar pruebas de su identidad.
En 1929, Stevens regresó a los Estados Unidos y comenzó a estudiar derecho, tomando clases en la Universidad Americana y la Universidad de Columbia en derecho internacional y política exterior. En 1930, regresó a La Habana en febrero para la primera reunión de mujeres de la CIM, que incluyó a Flora de Oliveira Lima (Brasil), Aída Parada (Chile), Lydia Fernández (Costa Rica), Elena Mederos de González (Cuba) y Gloria Moya. de Jiménez (República Dominicana), Irene de Peyré (Guatemala), Margarita Robles de Mendoza (México), Juanita Molina de Fromen (Nicaragua), Clara González (Panamá), Teresa Obregoso de Prevost (Perú). Desde Cuba, ella fue a La Haya para la primera Conferencia Mundial sobre la Codificación del Derecho Internacional celebrada el 13 de marzo. Al presentar sus datos sobre lo que se había logrado en las Américas, Stevens pidió que la comunidad internacional promulgara leyes para proteger la ciudadanía de las mujeres. Regresó a los Estados Unidos y sus estudios. Aunque no se graduó, en 1931 se convirtió en la primera mujer miembro del Instituto Estadounidense de Derecho Internacional. Ese mismo año, ella, Belmont y Paul asistieron a la reunión de la Liga de las Naciones en septiembre para presentar sus hallazgos de nacionalidad.

## Séptima Conferencia Panamericana
Stevens fue muy activa en el trabajo con feministas latinas a través de la CIM. En la Séptima Conferencia Panamericana, celebrada en 1933 en Montevideo, Uruguay, las mujeres presentaron su análisis del estado legal de las mujeres en cada uno de los 21 países miembros. El primer informe que estudiaba en detalle los derechos civiles y políticos de las mujeres, había sido preparado exclusivamente por mujeres. Propusieron un Tratado sobre la Igualdad de Derechos para las Mujeres, y fue rechazado por la conferencia, aunque fue firmado por Cuba, Ecuador, Paraguay y Uruguay. Tres de esos estados ya habían otorgado el sufragio a las mujeres, y ninguno de los cuatro ratificó el Tratado después de la conferencia. Sin embargo, las mujeres presentaron la primera resolución internacional para recomendar el sufragio para las mujeres. Luego, Stevens presentó sus materiales que mostraban la disparidad entre los derechos de hombres y mujeres. Por ejemplo, en 16 países de las Américas, las mujeres no podían votar en absoluto, en dos países podían votar con restricciones, y en tres países tenían igual derecho al voto. En 19 de los países de América, las mujeres no tenían la misma custodia de sus hijos, incluso en siete estados de EE. UU., Y solo dos países permitieron la autoridad conjunta para las mujeres de sus propios hijos. Ninguno de los países de América Latina permitió que las mujeres prestaran servicios en jurados, y 27 estados de los Estados Unidos prohibieron a las mujeres participar en jurados. Los motivos de divorcio en 14 países y 28 estados eran dispares entre hombres y mujeres, y una mujer no podía administrar su propiedad separada en 13 países y dos estados de EE. UU.
Después de revisar los datos, la conferencia aprobó el primer acuerdo internacional adoptado sobre los derechos de las mujeres. La Convención sobre la Nacionalidad de la Mujer dejó en claro que si una mujer se casa con un hombre de una nacionalidad diferente, se puede conservar su ciudadanía. El texto decía: "No habrá distinción basada en el sexo en lo que respecta a la nacionalidad". La conferencia también aprobó la Convención sobre Nacionalidad, que estableció que ni el matrimonio ni el divorcio podrían afectar la nacionalidad de los miembros de una familia, extendiendo la protección de la ciudadanía a los niños también. La administración de Roosevelt, con la esperanza de deshacerse de Stevens, luego argumentó que la tarea de las mujeres se había completado y que la CIM debía abandonarse. No queriendo ceder ante la presión de los Estados Unidos, la Conferencia no votó para continuar con la CIM, sino que votó como una unidad, con la excepción de Argentina, para bloquear la propuesta de los Estados Unidos.

## Carrera posterior
FDR con la ayuda de la Liga de Mujeres Votantes reemplazó a Stevens. Argumentando que Stevens fue designada por la Conferencia de los Estados Panamericanos y no como un delegado de los EE. UU., FDR acordó otorgar un estatus permanente a la CIM, si cada estado podía nombrar a sus propios delegados. Asegurándose la aprobación, él inmediatamente reemplazó a Stevens con Mary Nelson Winslow. Stevens no fue discretamente y el enfrentamiento continuó durante todo 1939, con Eleanor Roosevelt respaldando a Winslow y los sufragistas respaldando a Stevens. La objeción de Eleanor a Stevens fue multifacética, ya que no creía que la Enmienda de Igualdad de Derechos protegiera a las mujeres y, a nivel personal, creía que Stevens se comportaba de una manera poco femenina.
En 1940, Stevens fue elegida para servir en el Consejo Nacional del Partido Nacional de la Mujer. El año siguiente, cuando Alice Paul regresó de un viaje de dos años a Suiza para establecer el World Woman's Party (WWP), surgieron dificultades. Paul experimentó ambos desafíos en la dirección en que estaba tomando el NWP y tenía conflictos de personalidad con los miembros, incluido Stevens. Cuando Alva Belmont murió en 1933, el legado que le había prometido a Stevens durante años de servicio personal fue en cambio dirigido a la NWP. Stevens demandó a la propiedad, que finalmente recibió US $ 12 000, pero ella creía que Paul había saboteado su relación con Belmont. Después de la renuncia de Paul en 1945, Stevens no apoyó a la sustituta seleccionada por Paul, Anita Pollitzer, y lideró un intento infructuoso de desafiar su liderazgo. Pollitzer fue visto como un mascarón de proa para Paul y surgió una disputa interna sobre el énfasis de NWP en el WWP y los derechos internacionales en lugar de la organización doméstica. Durante estas tensiones, una facción disidente de los miembros del NWP intentó tomar las oficinas centrales del partido y elegir su propia lista de oficiales, pero el reclamo de liderazgo de Pollitzer fue respaldado por un fallo de un juez del distrito federal.
Stevens se separó de NWP en 1947 y en cambio se dedicó a la actividad en la Lucy Stone League, una organización de derechos de las mujeres basada en la retención de Lucy Stone de su apellido de soltera después del matrimonio. Después de que terminó la Segunda Guerra Mundial, la organización se revivió en 1950 porque los derechos que las mujeres habían visto surgir durante la guerra estaban volviendo a su estado previo a la guerra. Stevens fue uno de los reorganizadores junto con Freda Kirchwey, Frances Perkins y otros. Stevens había sido durante mucho tiempo un defensor de que una mujer conservara su propio nombre y no tomara el nombre de su marido en ninguno de sus matrimonios. Se había vuelto a casar con Jonathan Mitchell el 31 de agosto de 1935 en Portland, Maine. Mitchell fue reportero de The New Republic durante los años de Roosevelt y más tarde para la National Review, y fue un anticomunista. Tomó parte en las audiencias de McCarthy y Stevens, después de su matrimonio con él, se movió políticamente hacia la derecha, de sus inclinaciones socialistas anteriores.
De 1951 a 1963, Stevens fues vicepresidente de la Lucy Stone League, aunque tuvo problemas para mantener la militancia. Stevens no era antimasculino, sino pro-femenino. No siguió la creencia de que para que las mujeres tengan éxito, los hombres deben ser omitidos; más bien, ella creía que la colaboración con los hombres era esencial. En sus últimos años, Stevens apoyó el establecimiento de estudios feministas como un campo legítimo de investigación académica en universidades estadounidenses y trató de establecer una Cátedra de Feminismo de Lucy Stone en el Radcliffe College.
Stevens murió el 22 de marzo de 1963 en la ciudad de Nueva York, dos semanas después de sufrir un derrame cerebral. La Universidad de Princeton tiene una cátedra de estudios de la mujer creada por la Fundación Doris Stevens en 1986.

## Legado
En 1986, Princeton la universidad estableció una cátedra dotada por Doris Stevens Fundación en los estudios de las mujeres.[81] En 2004 el HBO la película Hierro de Jawed Angels describía los inicios del movimiento sufrahista. Doris Stevens estava interpretada por Laura Fraser.[90]

## Obra selecta
- The militant campaign. Washington, D.C.: The National Woman's Party. 1919. OCLC 71644630.
- Stevens, Doris (1920). Jailed for Freedom. New York, New York: Boni and Liveright. OCLC 574971418.
- L'Egalité des droits pour les femmes par Convention Internationale: Discours prononcé à la session plénière non-officielle de la 6ème conférence Pan-Américaine (en francés). Washington, D.C.: The National Woman's Party. 1928. OCLC 758520361.
- Tribute to Alva Belmont: late president of the National Woman's Party. Washington, D.C.: Inter American Commission of Women, Pan American Union. 1933. OCLC 731402801.
- History of equal rights treaty signed at the VII International Conference of American States by Uruguay, Paraguay, Ecuador and Cuba. Washington, D.C.: Inter American Commission of Women, Pan American Union. 1934. OCLC 827304625.
- A comparison of the political and civil rights of men and women in the United States : statement interpreting the laws of the United States ... and presented for action by the 7th International Conference of American States. Washington, D.C.: U.S. Government Printing Office. 1936. OCLC 276997382.
- En prison pour la liberté! Comment nous avons conquis le vote des femmes aux États-Unis (en francés). Paris, France: A. Pedone. 1936. OCLC 9513999.
- Paintings & drawings of Jeannette Scott. Mount Vernon, New York: Privately printed for James Brown Scott. 1940. OCLC 423924981.